# Rauf Atakishiyev
Rauf Israfil oglu Atakishiyev (en azerí: Rauf İsrafil oğlu Atakişiyev; Goychay, 15 de julio de 1925 – Bakú, 3 de febrero de 1994) fue un cantante y pianista de Azerbaiyán.

## Biografía
Rauf Atakishiyev nació el 15 de julio de 1925 en Goychay.
En 1943 ingresó en la Academia de Música de Bakú. Desde 1946 continuó su educación en el Conservatorio Estatal de Moscú P. I. Chaikovski.
En 1952, después de graduarse del conservatorio regresó a Bakú y  empezó a trabajar como pianista y solista en el Teatro de Ópera y Ballet Académico Estatal de Azerbaiyán. En 1953 comenzó a enseñar en el Conservatorio Estatal de Azerbaiyán (actualmente Academia de Música de Bakú).  Desde 1969 dirigió el departamento de piano. En 1972 recibió el título académico del Conservatorio Estatal de Azerbaiyán.
En 1967 Rauf Atakishiyev fue galardonado con la medalla Artista del Pueblo de la RSS de Azerbaiyán.

## Premios y títulos
- Medalla Conmemorativa por el Centenario del Natalicio de Lenin
- Orden de la Amistad de los Pueblos
- Artista del Pueblo de la RSS de Azerbaiyán (1967)